# Quatre de carreau
Le quatre de carreau (4♦) est une des cartes à jouer traditionnelles en Occident. Elle apparaît dans les jeux de 52 cartes et certains jeux de tarot, mais pas dans les jeux de 32 cartes. Il s'agit d'une valeur dont l'enseigne est le carreau. Il s'agit donc d'une carte de couleur rouge.